# Francisco José Olivas Alba
Francisco José Olivas Alba (Antequera, 21 augustus 1988), beter bekend als Kiko, is een Spaanse voetballer, die al centrale verdediger speelt. 
Geboren in Antequera, begon hij zijn jeugdopleiding bij de lokale gigant Málaga CF.  Hij zou tijdens het seizoen 2006-2007 doorstoten naar de eerste ploeg, die toen op het niveau van de Segunda División A speelde.  Tijdens het tweede deel van de competitie kwam hij in totaal aan vijf wedstrijden bij de eerste ploeg.
De echte doorbraak kwam er echter niet en daarom vertrok hij vanaf seizoen 2007-2008 naar Villarreal CF, waar hij in het tweede elftal terechtkwam dat net gepromoveerd was naar de Segunda División B. Na een inloopseizoen met vijftien optredens bij een ploeg die uiteindelijk elfde werd in de eindrangschikking, kende hij zijn doorbraak tijdens seizoen 2008-2009.  Met zijn tweeëntwintig wedstrijden en één doelpunt had hij een groot aandeel in de promotie van de ploeg.  De ploeg eindigde als vicekampioen en kon zo de promotie afdwingen tijdens de eindronde.  Zo kwam hij vanaf seizoen 2009-2010 weer terecht op het niveau van het professionele voetbal.  Hij zou drieëndertig optredens kennen op het niveau van de Segunda División A en ook twee optredens bij de eerste ploeg in de Primera División.  Het filiaal kende tijdens dit eerste seizoen het mooiste resultaat met een zevende plaats.  Tijdens het tweede seizoen 2010-2011 speelde hij vijfendertig wedstrijden bij het filiaal, aangevuld met vier optredens bij de eerste ploeg.  Het filiaal eindigde op een zeventiende plaats.  Het derde en laatste seizoen 2011-2012 zou minder goed aflopen en dit door de degradatie van de eerste ploeg uit het hoogste Spaanse voetbalniveau.  Het filiaal behaalde wel een mooie twaalfde plek in de eindrangschikking, maar moest toch degraderen door het resultaat van de eerste ploeg.  Hij zou dat seizoen zesendertig wedstrijden bij het filiaal spelen en drie doelpunten scoren, maar geen optreden bij de eerste ploeg kennen.
Vanaf seizoen 2012-2013 kwam hij terecht bij Córdoba CF.  Hij zou er één seizoen blijven en negenentwintig wedstrijden spelen bij het team dat uiteindelijk als veertiende strandde.
Het daaropvolgende seizoen 2013-2014 stapte hij over naar reeksgenoot CE Sabadell.  Tijdens dit eerste seizoen, waar de ploeg als tiende eindigde, speelde hij vierendertig wedstrijden en scoorde twee maal.  Op persoonlijk vlak verliep seizoen 2014-2015 nog beter met vier doelpunten uit negenendertig wedstrijden, maar het team eindigde voorlaatste met de degradatie als gevolg.
Hij zou de ploeg niet volgen, maar overstappen naar een andere Catalaanse ploeg en gewezen reeksgenoot, Girona FC.  Bij deze ploeg kende hij twee seizoenen aan de top van het klassement.  Tijdens seizoen 2015-2016 eindigde de ploeg vierde in de eindrangschikking, maar werd de promotie tijdens de eindronde ontlopen.  Tijdens seizoen 2016-2017 werd de ploeg vice-kampioen en stelde zo de promotie veilig.  Tijdens het eerste seizoen speelde hij alle tweeënveertig wedstrijden en daarenboven vier doelpunten scoren, waar zijn rol tijdens het tweede seizoen geringer was met zeventien optredens en één doelpunt.  Dit laatste kwam door een enkelblessure, die hij op 16 september 2016 opdeed en die hem zeventien wedstrijden langs de kant hield.  Hij zou enkel een gedeelte van de terugronde spelen.
Hij volgde de ploeg niet en in dezelfde reeks tekenen bij Real Valladolid.   Bij deze ploeg zou hij vijf seizoenen kennen met twee promoties en één degradatie.  Het eerste seizoen 2017-2018 had hij met zijn vierendertig wedstrijden een groot aandeel in de promotie van het team naar het hoogste Spaanse niveau.  De ploeg eindigde vijfde en kon de promotie afdwingen.  Zo speelde hij vanaf seizoen 2018-2019 op het hoogste professionele niveau.  De ploeg eindigde zeventiende, net genoeg voor haar redding.  Hij behield zijn status van basisspeler en speelde vijfendertig wedstrijden.  Seizoen 2019-2020 was rustiger en de ploeg behaalde een mooie dertiende plaats. Hij zou net aan evenveel wedstrijden komen dan het vorige seizoen.  Maar het ongeluk lag aan het einde van het staartje van het seizoen.  Tijdens de voorlaatste wedstrijd van het seizoen, op 16 juli 2020 uit tegen SD Eibar, verloor de ploeg niet enkel met 3-1 maar scheurde Kiko in de tweeëndertigste minuut zijn kruisband. Het seizoen 2020-2021 was zowel voor speler als ploeg een moeilijk seizoen.  Door zijn blessure van het einde van vorig seizoen, was hij in totaal 264 dagen afwezig van het veld en zou hij vijfendertig competitiewedstrijden missen.  Zo zou hij maar vijf optredens kennen in het team dat maar negentiende eindigde met de degradatie als gevolg.  Hij volgde tijdens seizoen 2021-2022 de ploeg, die tijdens dit eerste seizoen de verloren plaats kon heroveren.  De ploeg eindigde als vice-kampioen, waarin Kiko met tweeëntwintig wedstrijden een zekere bijdrage aan de promotie leverde.  Deze keer zou hij de ploeg echter niet kunnen volgen.
Op 20 juli 2022 werd duidelijk dat hij op hetzelfde niveau bleef door een tweejarig contract te tekenen bij FC Cartagena.  Zijn integratie in de club verliep heel vlot tot een kwetsuur hem op 9 augustus een zestal weken van het speelveld zou houden, waardoor hij de competitiestart miste. Hij maakte zijn debuut op 16 september 2022 en was basisspeler tijdens de zesde competitiewedstrijd uit tegen Levante UD.  Maar steeds dat hij zijn plaats als basisspeler weer opgeëist had, raakte hij weer gekwetst.  Zo miste hij de vanaf de elfde spelronde vijf wedstrijden en kwam terug tijdens de zestiende speeldag.  Tijdens de negentiende speeldag ging het weer mis en moest hij het terrein geblesseerd verlaten.  Vanaf de drieëntwintigste speelronde knokte hij zich weer in het basiselftal, zodat hij op 5 februari 2023 zijn 500ste professionele wedstrijd speelde.  Dit gebeurde tijdens de thuiswedstrijd tegen Levante UD.  Op 25 februari sloeg het noodlot weer toe en liep hij tegen Deportivo Alavés zijn vierde blessure van het seizoen op.  Na twee wedstrijden afwezigheid stond hij weer opgesteld in het basiselftal tegen Villarreal CF B.  Tijdens deze uitwedstrijd van de tweeëndertigste speeldag scoorde hij zijn allereerste doelpunt voor de havenploeg.  Maar tijdens de thuiswedstrijd van 9 april 2023 tegen CD Mirandés liep hij zijn vijfde blessure op.  Tijdens de topper tegen Albacete, die op 29 april gespeeld werd, viel hij vanaf het begin van de tweede helft weer in.  Uiteindelijk kwam hij ondanks zijn blessures aan vijfentwintig competitiewedstrijden, aangezien hij steeds onmiddellijk zijn plaats als basisspeler kon opeisen.  Ook tijdens zijn tweede seizoen zagen we hetzelfde scenario.  Telkens wanneer hij speelde, was hij belangrijk voor de club.  Hij lag mee aan de basis van de redding.  Op 14 juli 2024 werd het contract met één seizoen verlengd en zo startte hij een derde seizoen bij de havenploeg.  Dit laatste seizoen zou hij dertig officiële wedstrijden spelen.  Op het einde van het seizoen degradeerde de ploeg en werd zijn contract niet meer verlengd.